# Elegy
Elegy foi uma banda de power metal/metal progressivo dos Países Baixos. Em seu período de atividade a banda lançou 7 álbuns de estúdio e 1 EP.[carece de fontes?]

## Biografia
A banda foi formada em 1986 pelo guitarrista Hank van de Laars e pelo baixista Martin Helmantel. Logo nesse ano gravaram a primeira demo Metricide. Depois da gravação da segunda demo, Better Than Bells, a banda fez uma tour com King Diamond e Angelwitch. No ano seguinte surgem algumas alterações na formação da banda: Ed Warby (bateria) e Eduard Hovings (vocais) juntam-se à banda. The Elegant Solution é gravada pouco depois.
Em 1993 gravam o primeiro álbum (Labyrinth Of Dreams) e asseguram um contrato com a Shark Records. No ano seguinte Ed Warby deixa a banda e Dirk Bruinenberg entra para o seu lugar. A banda decide contratar o guitarrista Gilbert Pot . Na primavera de 1994 é apresentado o álbum Supremacy. Depois a banda junta-se a Annihilator, Phantom Blue, The Gathering e Gorefest para uma tour.
No verão de 1995 Lost é apresentado ao público. Eduard Hovinga e Gilbert Pot deixam a banda antes desta partir para a tour. No ano seguinte, o vocalista Ian Parry junta-se à banda. É então gravado o EP Primal Instinct (1996).
State Of Mind vê a luz em maio de 1997 e Elegy faz uma tour pela Europa com a banda Stratovarius.  Pela terceira vez a formação da banda altera-se: Chris Allister (teclados) junta-se à banda. Em agosto Manifestation Of Fear é lançado e em setembro a banda viaja pelos Estados Unidos, com a banda Kamelot.
A 18 de setembro de 2000 The Forbidden Fruit é lançado. O guitarrista Patrick Rondat junta-se à banda, enquanto que Chris Allister e Henk Van der Laars (guitar) decidem sair. Dois anos depois é lançado Principles of Pain. Desde aí a banda não apresentou mais nenhum álbum, encontrando-se em hiato.

## Membros
| - Ian Parry - Vocais - Patrick Rondat - guitarra - Martin Helmantel - baixo - Bart Bisseling - bateria - Joshua Dutrieux - teclados | - Eduard Hovinga - Vocais - Henk van de Laars - guitarra - A. Van Brusse - guitarra - Gilbert Pot - guitarra - S. Meeuwsen - bateria - Ed Warby - bateria - Dirk Bruinenberg - bateria - A.J.C. con der Stroom - teclados - G. Hager - teclados |

## Discografia
- Labyrinth of Dreams (1992)
- Supremacy (1994)
- Lost (1995)
- Primal Instinct (1996)	EP[3]
- State Of Mind (1997)
- Manifestation Of Fear (1998)
- Forbidden Fruit (2000)
- Principles of Pain (2002)